# Fronte Lao per la Costruzione Nazionale
Il Fronte Lao per la Costruzione Nazionale (in laotiano Neo Lao Sang Xat) è un fronte popolare laotiano fondato nel 1979, e controllato dal Partito Rivoluzionario del Popolo Lao. Il suo obiettivo e creare organizzazioni politiche e altre organizzazioni sociopolitiche in Laos. Nel 1988 furono inclusi nei suoi obiettivi anche altri affari etnici minori. Il fronte e anche incaricato di controllare le organizzazioni religiose laotiane, di fatto tutte le organizzazioni religiose devono essere iscritte al fronte.

## Presidenti del Comitato Permanente del Fronte Lao per la Costruzione Nazionale
- Souphanouvong (1979-1986)
- Phoumi Vongvichit (1986-1991)
- Oudom Khattiya (1991-2001)
- Sisavath Keobounphanh (2001-2011)
- Phandoungchit Vongsa  (2011-2016)
- Xaysomphone Phomvihane (2016-oggi)

## Risultati elettorali

### Elezioni all'Assemblea nazionale
| Anno | Voti      | %   | Seggi     | +/- | # |
| ---- | --------- | --- | --------- | --- | - |
| 1989 |           | 100 | 79 / 79   | 79  | 1 |
| 1992 | 2.009.727 | 100 | 85 / 85   | 6   | 1 |
| 1997 | 2.284.632 | 100 | 99 / 99   | 14  | 1 |
| 2002 | 2.543.403 | 100 | 109 / 109 | 10  | 1 |
| 2006 | 2.819.904 | 100 | 115 / 115 | 6   | 1 |
| 2011 | 3.230.000 | 100 | 132 / 132 | 17  | 1 |
| 2016 | 3.657.026 | 100 | 149 / 149 | 17  | 1 |
| 2021 |           |     |           |     |   |